# Крадец на животи
Крадец на животи (на английски: Taking Lives) е американски филм от 2004 година.
За ролите си в „Крадец на животи“ и „Александър“ Анджелина Джоли е номинирана за Златна малинка за най-лоша актриса.

## Сюжет
Историята започва през 1980 година, когато младият Мартин се качва на автобус за Канада и се сприятелява с Мат. След като автобусът се поврежда, двамата решават да наемат кола до Сиатъл. По време на пътя обаче и колата се поврежда. Тогава Мартин казва на Мат, че двамата са с еднаква височина и го блъска пред идващ камион. При инцидента загива както Мат, така и шофьорът на камиона. А Мартин взима документите и китарата на Мат. 20 години по-късно агентка от ФБР е натоварена със задачата да залови сериен убиец, който присвоява самоличността на жертвите си. Майката на Мартин твърди, че синът ѝ е въплъщение на злото. А Джеймс Коста е свидетел на последното убийство на маниака...